# Altes Haus (Nittendorf)
Das Alte Haus, auch Räuberhöhle genannt, ist eine auf 410 m NHN liegende Höhle. Sie befindet sich südlich der Naab auf der Anhöhe Schlossfeld im Waldgebiet Etterzhausener Wald; dieses gehört zum Markt Nittendorf im oberpfälzischen Landkreis Regensburg in Bayern. Die Höhle ist Teil des Bodendenkmals mit der Aktennummer D-3-6937-0020 und der Beschreibung „Höhle „Altes Haus“ oder „Räuberhöhle“ (F 10), benachbarte Spaltenhöhle „Alte Küche“ (F 10a) sowie zugehörige Schutthalden mit Funden der Steinzeit, der Bronzezeit, der Urnenfelderzeit, der Frühlatènezeit, des Mittelalters und menschlichen Skelettresten“ geführt.
Oberhalb der Räuberhöhle findet man die Reste eines quadratischen Turms, der früher vielleicht als Beobachtungsturm diente und später das Hohe Haus genannt wurde. Der Innenraum des Turms ist ausgefüllt und überwachsen.